# Église Saint-Amand de Strombeek
Pour les articles homonymes, voir Église Saint-Amand.
L'église Saint-Amand est un édifice religieux catholique sis à Strombeek, en Belgique. Construite à la fin du XIXe siècle, l'église est lieu de culte de la paroisse catholique de Strombeek-Bever. 

## Histoire
La construction de cette église en brique à trois nefs de style néo-gothique avec chœur, transept et clocher fut commencée en 1869 sous la supervision de l'architecte Eugène Gife qui en construisit les sacristies, le chœur et le transept. En 1882, la construction de l'allée centrale, des collatéraux et du clocher débuta sous la direction de l'architecte Gustave Hansotte. La construction de ce lieu de culte à trois nefs de style néo-gothique dura jusqu'en 1895.

## Intérieur
À l'intérieur, les statues de saint Amand, d'une Notre-Dame à l'Enfant et le tableau flamand de 1650-1700 Notre-Dame entourée de fleurs sont particulièrement remarquables. L'orgue de chœur a été construit en 1979 par le facteur d'orgue Jean-Pierre Draps avec réutilisation d'éléments de l'orgue de 1890. Cet orgue a été entièrement restauré en 1921 et agrandi en 1942. L'orgue de 1890 était quant à lui construit à partir d'un instrument construit en 1837.

## Cimetière
Le cimetière environnant a été transféré au nouveau cimetière de la Jozef de Vleminckstraat en 1933. Dans le mur de l'ancien cimetière se trouve la pierre tombale d'Henri van der Noot (1731 -1827), qui, après sa défaite à la révolution brabançonne, vécut seul et retiré dans un château près de l'église.
La paroisse Saint-Amand fait partie du doyenné de Vilvorde. En 2011, le père Paul Gauchez y est curé. En 2014, la paroisse est fusionnée avec celle de l'église Saint-Jean-Berchmans de Beauval et celle de l'église Saint-Louis de Gonzague de Koningslo,,.